# Polyipnus meteori
Polyipnus meteori és una espècie de peix pertanyent a la família dels esternoptíquids.

## Descripció
- Fa 5,5 cm de llargària màxima.[5][6]

## Hàbitat
És un peix marí i batipelàgic que viu entre 0-1.000 m de fondària.

## Distribució geogràfica
Es troba des de Madagascar fins a les illes de la Línia.

## Observacions
És inofensiu per als humans.